# Persone di nome Antonio/Nobili
| Questa pagina contiene informazioni ricavate automaticamente dalle voci biografiche con l'ausilio del template Bio e di un bot. L'aggiornamento è periodico e automatico e ricostruisce completamente la pagina. Se manca una persona in questa lista, sei pregato di non aggiungerla, ma accertati piuttosto che la sua voce biografica contenga il template Bio e che i dati anagrafici siano correttamente compilati. Se il template Bio manca, inseriscilo tu stesso o, in alternativa, metti l'avviso {{tmp\|Bio}} che ne segnala la mancanza. Se i dati riportati sono sbagliati, correggi direttamente la voce biografica; le modifiche saranno visibili in questa lista entro pochi giorni. Per chiarimenti vedi il progetto antroponimi. La lista contiene solo le 77 persone che sono citate nell'enciclopedia e per le quali è stato implementato correttamente il template Bio. Pagina aggiornata al 22 giu 2025. |

Questa è una lista di persone presenti nell'enciclopedia che hanno il nome Antonio e sono nobili.

## A(8)
- Antonio I Acciaiuoli, nobile italiano (Atene - † 1435)
- Antonio II Acciaiuoli, nobile italiano († 1441)
- Antonio di Lorena, nobile francese (Bar-le-Duc, n. 1489 - Bar-le-Duc, † 1544)
- Antonio Ulrico di Sassonia-Meiningen, nobile tedesco (Smalcalda, n. 1687 - Francoforte sul Meno, † 1763)
- Antonio di Borgogna, nobile (n. 1384 - Azincourt, † 1415)
- Antonio Ulrico di Brunswick-Wolfenbüttel, nobile, scrittore e poeta tedesco (Hitzacker, n. 1633 - Castello di Salzdahlum, † 1714)
- Antonio di Vaudémont, nobile francese († 1458)
- Antonio Ulrico di Brunswick-Lüneburg, nobile (Bevern, n. 1714 - Cholmogory, † 1774)

## B(6)
- Antonio Barbiano di Belgiojoso, nobile e militare italiano (Milano, n. 1693 - Milano, † 1779)
- Antonio Beccadelli di Bologna, nobile italiano (Napoli - Padova)
- Antonio Bevilacqua, nobiluomo e militare italiano (Ferrara, n. 1592 - † 1648)
- Antonio II Boncompagni Ludovisi, nobile italiano (Roma, n. 1735 - Roma, † 1805)
- Antonio I Boncompagni, nobile italiano (Isola del Liri, n. 1658 - Isola del Liri, † 1731)
- Antonio I Pio Bonelli, nobile italiano (Roma, † 1630)

## C(10)
- Antonio Caldora, nobile e condottiero italiano (Trivento, n. 1400 - Jesi, † 1477)
- Antonio Candida Gonzaga, nobile e funzionario italiano (Barletta, n. 1814 - † 1874)
- Antonio Maria Capodistria, nobile, politico e diplomatico greco (Corfù, n. 1741 - Corfù, † 1819)
- Antonio Carafa della Stadera, nobile italiano (n. 1586 - † 1610)
- Antonio Carafa, nobile italiano († 1578)
- Antonio Carafa della Stadera, I principe di Stigliano, nobile e politico italiano († 1528)
- Antonio Centelles, nobile e avventuriero italiano
- Antonio Colonna, conte di Albe, nobile italiano († 1472)
- Antonio Cordopatri, nobile italiano (Reggio Calabria, † 1991)
- Antonio Cubello, nobile italiano (Oristano, n. 1396 - Oristano, † 1463)

## D(16)
- Antonio Vittorio d'Asburgo-Lorena, nobile (Firenze, n. 1779 - Vienna, † 1835)
- Antonio d'Aragona Moncada, nobile e diplomatico italiano (Palermo, n. 1587 - Napoli, † 1631)
- Antonio De Gennaro, nobile e letterato italiano (Napoli, n. 1717 - † 1791)
- Antonio Durini, nobile e politico italiano (Milano, n. 1770 - Milano, † 1850)
- Antonio Pedro Sancho Dávila y Osorio, nobile spagnolo (n. 1615 - Madrid, † 1689)
- Antonio d'Orléans, nobile francese (Neuilly-sur-Seine, n. 1824 - Sanlúcar de Barrameda, † 1890)
- Antonio d'Aragona Cardona, nobile e militare italiano (n. 1543 - Napoli, † 1584)
- Antonio d'Asburgo-Lorena, nobile (Vienna, n. 1901 - Salisburgo, † 1987)
- Antonio de Luna, nobile, militare e diplomatico italiano
- Antonio d'Orléans, nobile spagnolo (Siviglia, n. 1866 - Parigi, † 1930)
- Antonio de' Medici, nobile italiano (Firenze, n. 1576 - Firenze, † 1621)
- Antonio del Giudice, nobile e ambasciatore italiano (Napoli, n. 1657 - Siviglia, † 1733)
- Antonio Pasquale di Borbone-Spagna, nobile spagnolo (Caserta, n. 1755 - San Lorenzo de El Escorial, † 1817)
- Antonio de Cardona, nobile e politico spagnolo
- Antonio di Marsciano, nobile e condottiero italiano (Migliano di Marsciano, n. 1429 - Pisa, † 1484)
- Antonio I di Oldenburg, nobile tedesco (n. 1505 - Oldenburg, † 1573)

## F(2)
- Antonio Farnese, nobile italiano (Parma, n. 1679 - Parma, † 1731)
- Antonio Fissiraga, nobile italiano (Lodi)

## G(7)
- Antonio Gaetani Di Laurenzana, nobile e politico italiano (Piedimonte Matese, n. 1854 - Napoli, † 1898)
- Antonio Tolomeo Gallio Trivulzio, nobile e filantropo italiano (Milano, n. 1692 - Milano, † 1767)
- Antonio Teodoro Gaetano Gallio Trivulzio, nobile italiano (Milano, n. 1658 - Pavia, † 1705)
- Antonio Ferrante Gonzaga, nobile italiano (Guastalla, n. 1687 - Guastalla, † 1729)
- Antonio Francesco Gonzaga, nobile e militare italiano (n. 1831 - † 1899)
- Antonio Greppi, nobile, diplomatico e banchiere italiano (Cazzano Sant'Andrea, n. 1722 - Santa Vittoria, † 1799)
- Antonio Grimani, nobile italiano (Venezia, n. 1605 - Venezia, † 1659)

## L(4)
- Antonio Lante Montefeltro della Rovere, II duca di Bomarzo, nobile italiano (Roma, n. 1648 - Roma, † 1716)
- Antonio Litta Visconti Arese, nobile e politico italiano (Milano, n. 1748 - Milano, † 1820)
- Antonio Lodron di Castellano, nobile e religioso italiano (Castellano, n. 1536 - Salisburgo, † 1615)
- Antonio Loredan, nobile (Venezia, n. 1420 - Padova, † 1482)

## M(6)
- Antonio Alberico I Malaspina, nobile italiano (Fosdinovo - Fosdinovo, † 1445)
- Antonio Alberico II Malaspina, nobile italiano (Massa, † 1519)
- Antonio Mendola, nobile e letterato italiano (Favara, n. 1828 - Favara, † 1908)
- Antonio I Moncada, nobile, politico e militare italiano († 1415)
- Antonio II Moncada, nobile e religioso italiano († 1479)
- Antonio III Moncada, nobile, politico e militare italiano (Paternò, † 1549)

## O(5)
- Antonio Gundicaro di Oldenburg, nobile tedesco (Oldenburg, n. 1583 - Rastede, † 1667)
- Antonio Ordelaffi, nobile (Forlì - Forlì, † 1448)
- Antonio Maria Ordelaffi, nobile italiano (n. 1460 - Forlì, † 1504)
- Antonio della Sassetta, nobile, presbitero e condottiero italiano († 1539)
- Antonio Ottoboni, nobile e generale italiano (Venezia, n. 1646 - Roma, † 1720)

## R(2)
- Antonio Roccatagliata, nobile, notaio e politico italiano (Genova - Genova, † 1608)
- Antonio Roi, nobile e mecenate italiano (Vicenza, n. 1906 - Lugano, † 1960)

## S(4)
- Antonio Günther II di Schwarzburg-Sondershausen-Arnstadt, nobile (Sondershausen, n. 1653 - Arnstadt, † 1716)
- Antonio Günther I di Schwarzburg-Sondershausen, nobile (n. 1620 - † 1666)
- Antonio Simonetta, nobile italiano († 1759)
- Antonio Starabba, marchese di Rudinì, nobile, politico e prefetto italiano (Palermo, n. 1839 - Roma, † 1908)

## T(2)
- Antonio Sebastián de Toledo Molina y Salazar, nobile spagnolo (Siviglia, n. 1622 - Madrid, † 1715)
- Antonio Trotti, nobile e militare italiano (Alessandria, † 1502)

## U(1)
- Antoniotto Usodimare, nobile, navigatore e esploratore italiano (Genova, n. 1416 - † 1461)

## V(3)
- Antonio Ventimiglia Prades, nobile, politico e militare italiano († 1480)
- Antonio Ventimiglia, nobile, politico e militare italiano (Malta, † 1415)
- Antonio Visconti, nobile (Pavia, † 1391)

## W(1)
- Antonio Woodville, nobile britannico (Pontefract, † 1483)